# Apocalyptic Raids
Apocalyptic Raids — дебютный мини-альбом швейцарской экстремальной метал-группы Hellhammer. Он был записан и выпущен в марте 1984 года и стал единственным коммерческим релизом группы.
Запись оказала большое влияние на зарождавшиеся в то время жанры дэт-метал и блэк-метал. Она послужила источником вдохновения для таких разных и уважаемых групп, как Napalm Death и Sepultura, которые записали кавер-версии «Messiah».
Альбом попал в список из 25 самых важных альбомов блэк-метала по версии журнала Revolver.
Hellhammer распались всего через три месяца после записи этого EP, а позже перегруппировались под названием Celtic Frost. EP был переиздан шесть лет спустя как Apocalyptic Raids 1990 A.D., с новым оформлением и двумя бонус-треками.

## Обложка
На обложку Apocalyptic Raids повлияла суровая эстетика немецкого экспрессионизма, сочетающая монохроматичность с кроваво-красным логотипом группы, стилизованным под черные буквы.

## Песни

### Оригинально издание 1984 года
| №  | Название                                     | Автор(ы)                 | Длительность |
| -- | -------------------------------------------- | ------------------------ | ------------ |
| 1. | «The Third of the Storms (Evoked Damnation)» | Томас Габриэль Фишер     | 2:55         |
| 2. | «Massacra»                                   | Уорриор                  | 2:49         |
| 3. | «Triumph of Death»                           | Уорриор                  | 9:30         |
| 4. | «Horus/Aggressor»                            | Уорриор, Мартин Эрик Эйн | 4:27         |

#### Ре-релиз 1990 года
| №  | Название              | Автор(ы)     | Длительность |
| -- | --------------------- | ------------ | ------------ |
| 5. | «Revelations of Doom» | Уорриор, Эйн | 2:49         |
| 6. | «Messiah»             | Уорриор, Эйн | 4:33         |

Треки 5 и 6 первоначально были частью ныне не издававшегося сборника Death Metal' (1984).

## Кредиты
Оригинальный релиз 1984 года
- Hellhammer — продюсер
  - Satanic Slaughter (a.k.a. Том Уорриор) — V-Axe Holocaust (guitar), Dambuster Vocals (lead vocals)
  - Slayed Necros (a.k.a. Мартин Эрик Эйн) — Deadly Bassdose (bass), Backing Howling… (backing vocals)
  - Denial Fiend (a.k.a. Брюс Дэй) — Hellish Crossfire on Wooden Coffins (drums)
    - Horst Mueller — инжененр
    - Томас Фишер — дизайн обложки, рисунок на обложке «Сидящая смерть» (© 1984)
    - Mr. Jeckyl — гептаграмма
    - Burzelbar — pix

#### Apocalyptic Raids 1990 A.D.
- Том Г. Уорриор — вокал, гитара, бэк-вокал
- Мартин Э. Эйн — басс, дизайн обложки
- Брюс Дэй — барабаны
- Horst Müller — инженер, микширование
- Julia Schechner — планировка
- José Posada — иллюстрирование
- Karl U. Walterbach — исполнительный продюсер